# Fontána Zrození Venuše
Fontána Zrození Venuše, nazývaná také Kašna Zrození Venuše, je exteriérová fontána a kašna s pískovcovou skulpturou. Nachází se na Nedvědově ulici (u bývalého kulturního domu Zenit) v Olomouci Povelu v okrese Olomouc. Geograficky leží v mezoregionu Hornomoravský úval, na Hané a v Olomouckém kraji.

## Historie a popis díla
Hlavním autorem dominantního díla, které má výšku 3,70 m, je český sochař a ilustrátor Rudolf Chorý (1929–2007). Spolupracoval na něm s architektem Jaroslavem Nováčkem (*1926). Centrální abstraktní skulptura fontány byla vytvořena z hořického pískovce  a celé dílo bylo instalováno v roce 1980. Autor, zjevně inspirovaný slavným obrazem od Sandra Botticelliho Zrození Venuše z 15. století (případně jiným „podobným“ obrazem např. Zrození Venuše od francouzského malíře William-Adolphe Bouguereaua), vytvořil do jisté míry „obdobné“ sochařské dílo. Téma zrodu či vzniku života, resp. zrození mytické římské Venuše, je zde ztvárněno aktem ještě neplně stvořeného ženského těla, kde je zřetelně vidět neúplná hlava a ještě nevytvořené ruce. Je to tedy torzo „oděné“ v mořské pěně, které „vyrůstá“ z mořských mušlí/lastur a oblázků.

## Další informace
Téma Zrození Venuše zabírá významné místo v umění, viz např. téma Zrození Venuše. Dílo je celoročně volně přístupné, avšak voda ve fontáně proudí pouze v letní sezóně.

## Galerie

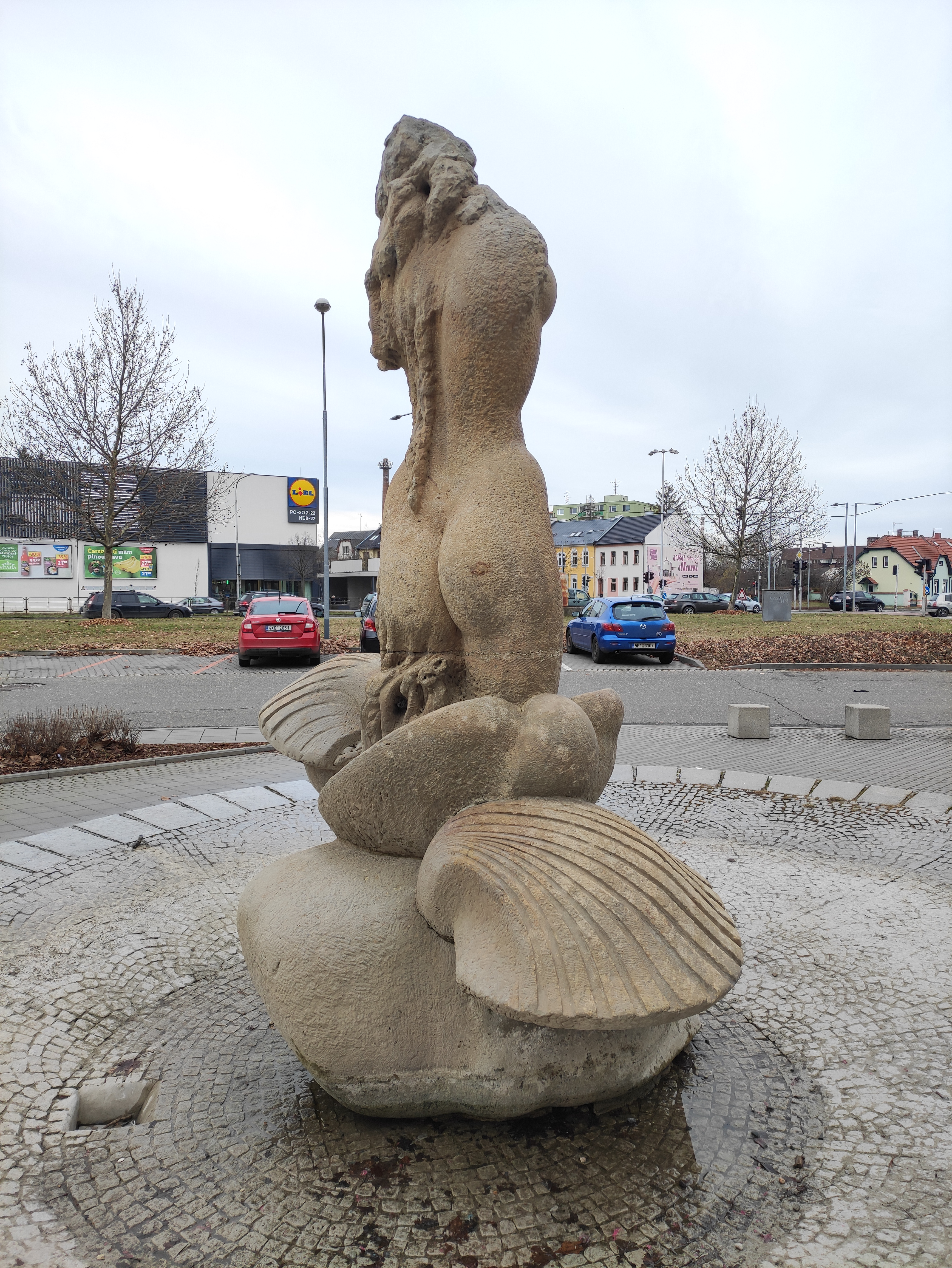
Pohled na dílo zezadu
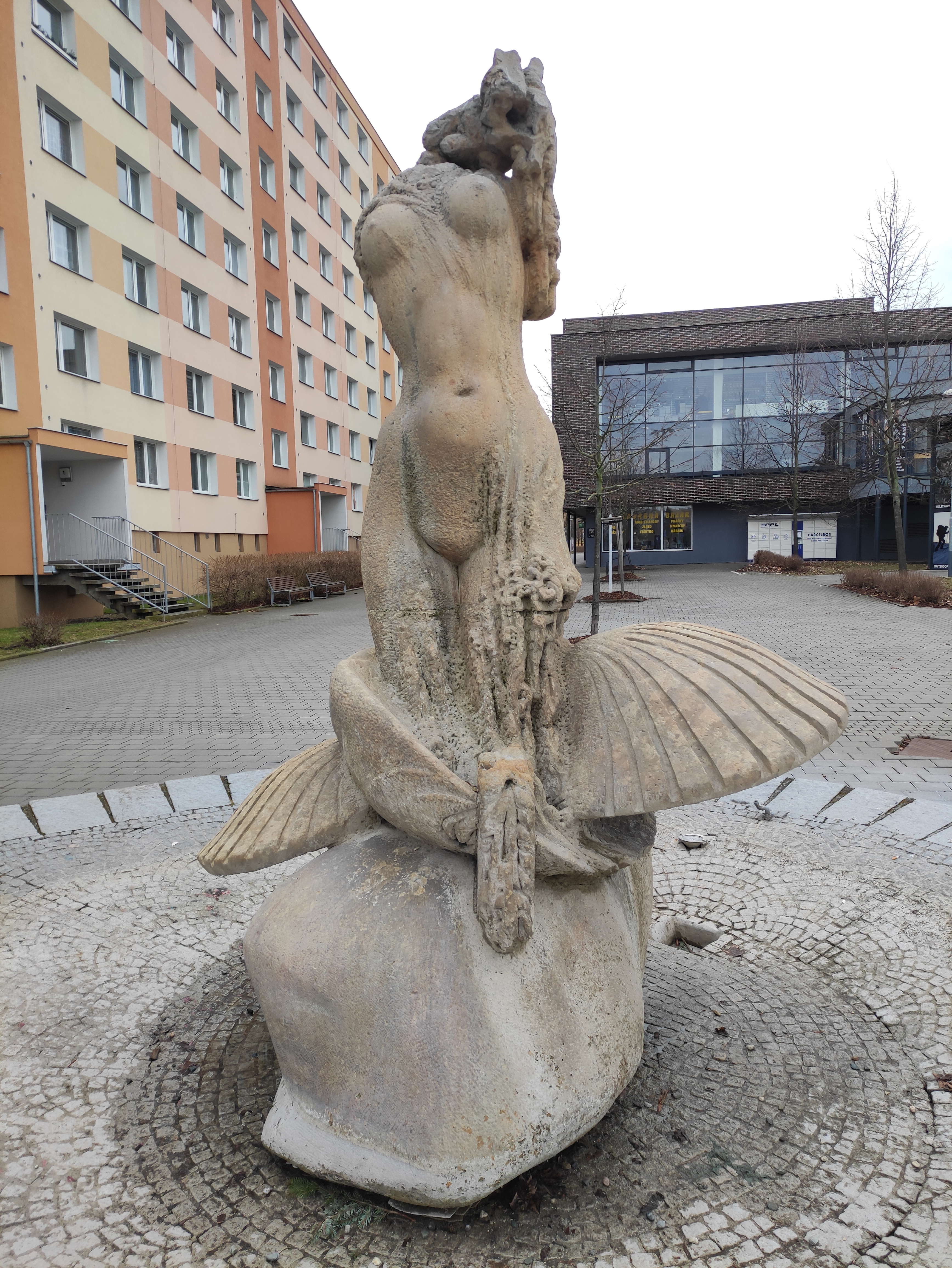
Pohled na dílo zepředu
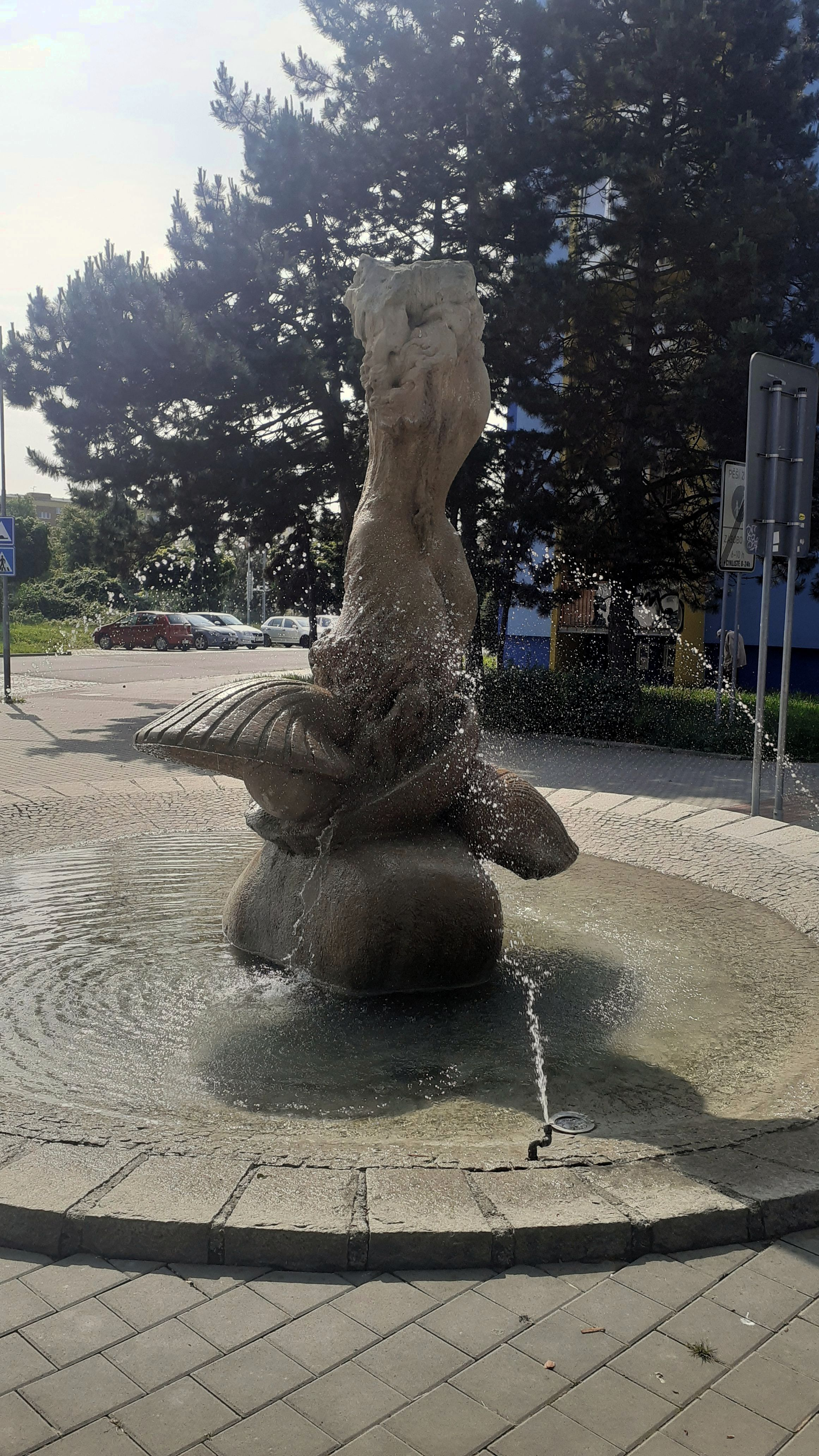
Kašna v letním období
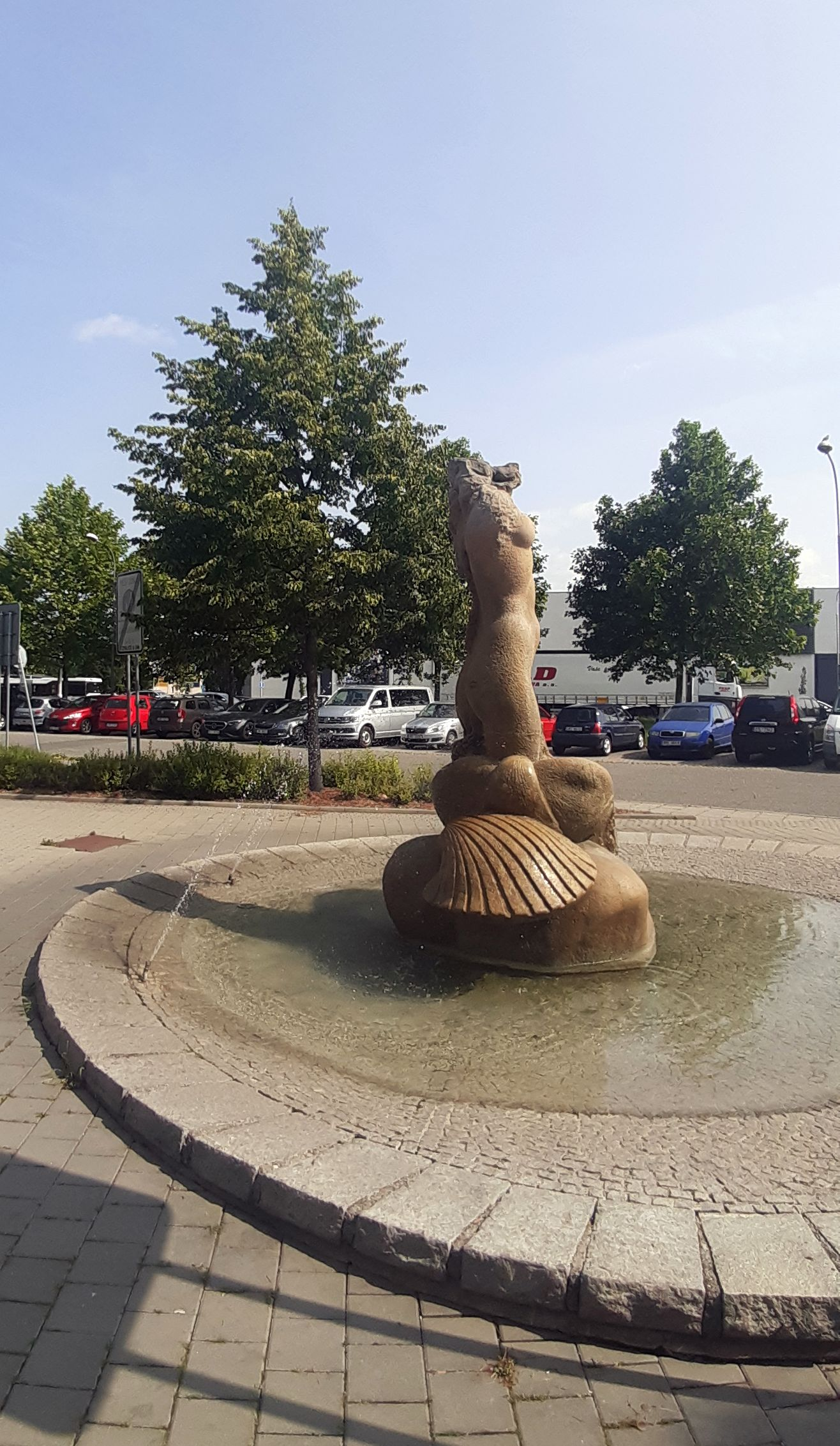